# Larissa Carvalho
Larissa Carvalho (Brasília, 9 de março de 1985) é uma tenista brasileira, a qual se notabilizou por ganhar em 2003 um torneio em Caracas, na Venezuela.
Ela é irmã do também tenista Raony Carvalho.

## Carreira
No ano de 2003, Larissa venceu o future na Venezuela, sobre a também brasileira Letícia Sobral, arrematando o primeiro de dez mil dólares do campeonato. Em 2004, Larissa venceu o Pfizer Open de Tennis sobre a argentina Maria Jose Argeri, realizado em Florianópolis.
No ano de 2005, em entrevista ao jornal O Estado de S. Paulo, a tenista afirmou que teve dificuldade de ficar longe de casas no começo da carreira devido as competições. Segundo Larissa, ela "sentia falta de casa", mas "durante o amadurecimento foi conseguindo se afastar durante os campeonatos".
Em 2006, foi derrotada no Torneio de San Luis Potosi pela tenista colombiana Mariana Duque-Marino. Cotada como favorita, para a disputa dos Jogos Pan-Americanos de 2007, no Rio de Janeiro, Larissa não sei saiu bem nas pré-eliminatórias do torneio e portanto ficou de fora da competição.

## Finais da ITF
| Torneio de 25 mil dólares |
| Torneio de 10 mil dólares |

### Simples: 8 (5–3)
| Resultado | No. | Data                  | Torneio                  | Superfície | Adversária            | Placar           |
| --------- | --- | --------------------- | ------------------------ | ---------- | --------------------- | ---------------- |
| Vencedora | 1.  | 17 de novembro 2002   | Florianópolis, Brasil    | Saibro     | Bruna Colósio         | 2–6, 6–4, 7–5    |
| Vencedora | 2.  | 25 de maio de 2003    | Catânia, Itália          | Saibro     | Christina Zachariadou | 6–1, 4–0 ret.    |
| Vencedora | 3.  | 26 de outubro de 2003 | Caracas, Venezuela       | Dura       | Letícia Sobral        | 6–3, 7–5         |
| Finalista | 1.  | 30 de agosto de 2004  | Assunção, Paraguai       | Saibro     | Jenifer Widjaja       | 7–5, 6–7(3), 3–6 |
| Vencedora | 4.  | 24 de outubro de2004  | Florianópolis, Brasil    | Saibro     | María José Argeri     | 2–6, 6–2, 7–5    |
| Vencedora | 5.  | 13 de março de 2005   | Toluca, México           | Dura       | Julia Cohen           | 6–2, 6–2         |
| Finalista | 2.  | 3 de outubro de 2006  | San Luis Potosí, México  | Dura       | Jenifer Widjaja       | 2–6, 5–7         |
| Finalista | 3.  | 5 de novembro de 2006 | Cidade do México, México | Dura       | Mathilde Johansson    | 1–6, 6–7(7)      |

### Duplas: 15 (7–8)
| Resultado  | No. | Data                   | Torneio                         | Superfície | Parceira        | Adversárias                                  | Placar           |
| ---------- | --- | ---------------------- | ------------------------------- | ---------- | --------------- | -------------------------------------------- | ---------------- |
| Finalistas | 1.  | 1 de setembro de 2002  | Santiago, Chile                 | Saibro     | Soledad Esperón | Bruna Colósio Celeste Contín                 | W/O              |
| Vencedoras | 1.  | 17 de novembro de 2002 | Florianópolis, Brasil           | Saibro     | Bruna Colósio   | Marcela Evangelista Letícia Sobral           | 6–4, 6–4         |
| Finalistas | 2.  | 28 de setembro de 2003 | Aguascalientes, México          | Clay       | Melisa Arévalo  | Carla Tiene Marcela Evangelista              | 3–6, 6–2, 2–6    |
| Vencedora  | 2.  | 10 de maio de 2004     | Monzón, Espanha                 | Dura       | Neuza Silva     | Joana Cortez Marina Tavares                  | 6–2, 6–4         |
| Vencedoras | 3.  | 15 de maio de 2004     | Santa Cruz de Tenerife, Espanha | Dura       | Anna Hawkins    | Eva-Maria Hoch Martina Pavelec               | 2–6, 6–1, 7–6(4) |
| Finalistas | 3.  | 22 de agosto de 2004   | Jesi, Itália                    | Saibro     | Elena Vianello  | Stefania Chieppa Valentina Sulpizio          | 3–6, 5–7         |
| Finalistas | 4.  | 11 de outubro de 2004  | Cidade do México, México        | Dura       | Jenifer Widjaja | Kildine Chevalier Olga Vymetálková           | 3–6, 2–6         |
| Finalistas | 5.  | 24 de outubro de 2004  | Florianópolis, Brasil           | Saibro     | Jenifer Widjaja | Letícia Sobral María José Argeri             | 6–2, 4–6, 5–7    |
| Vencedoras | 4.  | 30 de agosto de 2005   | Mollerussa, Espanha             | Dura       | Núria Roig      | Anna Boada-Plade Llorens Rebeca Bou Nogueiro | 6–0, 6–1         |
| Finalistas | 6.  | 26 de junho de 2006    | Pádua, Itália                   | Saibro     | Andreja Klepač  | Darija Jurak Renata Voráčová                 | 4–6, 3–6         |
| Finalistas | 7.  | 6 de agosto de 2006    | Vigo, Espanha                   | Saibro     | Joana Cortez    | María José Argeri Letícia Sobral             | 4–6, 3–6         |
| Vencedoras | 5.  | 13 de outubro de 2006  | Saltillo, México                | Dura       | Joana Cortez    | Monique Adamczak Marie-Ève Pelletier         | 6–2, 7–5         |
| Vencedoras | 6.  | 18 de novembro de 2006 | Cidade do México, México        | Saibro     | Joana Cortez    | Ivana Abramović Maria Abramović              | 7–5, 6–2         |
| Finalistas | 8.  | 10 de setembro de 2007 | Santo André, Brasil             | Dura       | Carla Tiene     | Soledad Esperón María Irigoyen               | 6–4, 2–6, [7–10] |
| Vencedoras | 7.  | 1 de agosto de 2009    | Campos do Jordão, Brasil        | Dura       | Vivian Segnini  | Monique Albuquerque Paula Cristina Gonçalves | 3–6, 6–1, [10–7] |

## Títulos
- Bicampeã do torneio de Florianópolis
- Toluca
- San Gregorio
- Caracas